# چین اییوان
چین اییوان (انگلیسی: Qin Yiyuan؛ زادهٔ ۱۴ فوریهٔ ۱۹۷۳) بدمینتون‌باز اهل چین است.